# Cymothoe zenkeri
Cymothoe zenkeri là một loài bướm thuộc họ Nymphalidae.

## Phân bố
Loài này phân bố ở Nigeria, Cameroon, Cộng hòa Trung Phi và Cộng hòa Dân chủ Congo. Nó sinh sống ở rừng.